# Aurilla Furber

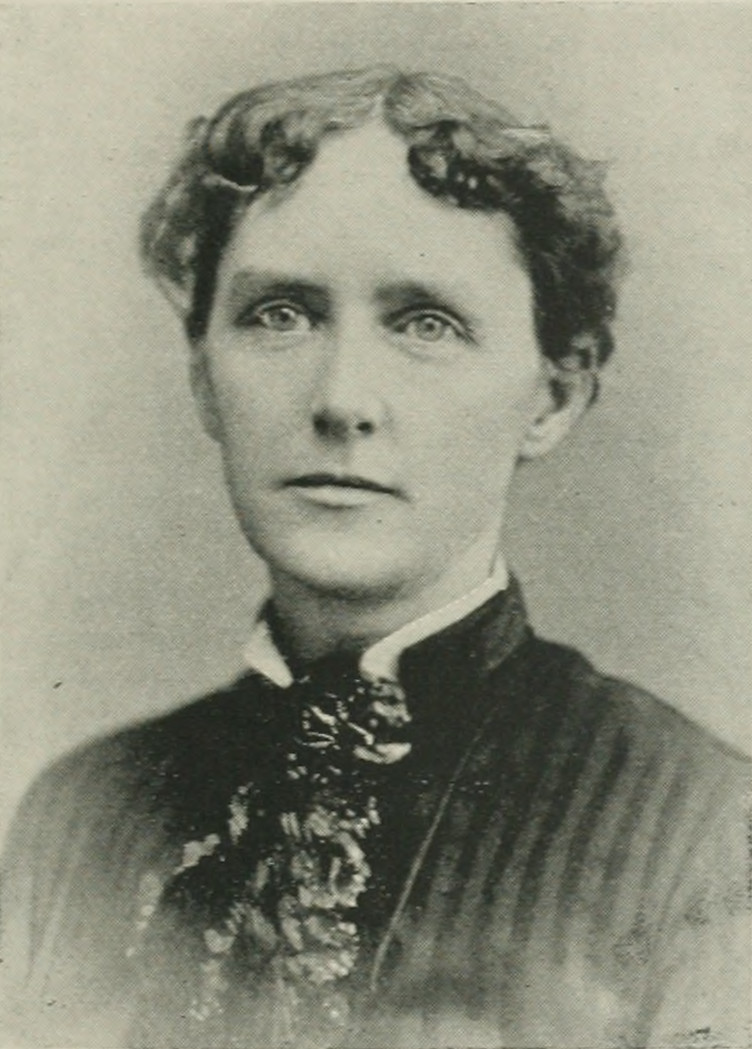
Aurilla Furber

Aurilla Furber (ur. 1847, zm. 1898) – poetka amerykańska. Urodziła się 19 października 1847. Jej rodzicami byli Joseph Warren Furber (1814-1884) i Sarah Maria Minkler Furber (1816-1901). Przez pewien czas pracowała jako nauczycielka, ale odeszła z zawodu z powodu złego stanu zdrowia. Zmarła 13 kwietnia 1898. Została pochowana na Cottage Grove Cemetery w miejscowości Cottage Grove w Washington County w stanie Minnesota. Pisała między innymi hymny religijne.